# Tokat Belediye Plevne Spor Kulübü 2013-2014 (pallavolo maschile)
Questa voce raccoglie le informazioni riguardanti il Tokat Belediye Plevne Spor Kulübü nelle competizioni ufficiali della stagione 2013-2014.

## Organigramma societario
Area direttiva
- Presidente:

Area tecnica
- Allenatore: Ünsal Kırıcı
- Allenatore in seconda: Ali Tayoğlu

## Rosa
| N° | Nome               | Ruolo | Data di nascita  | Nazionalità sportiva |
| -- | ------------------ | ----- | ---------------- | -------------------- |
| 2  | Cristian Imhoff    | O     | 14 gennaio 1986  | Argentina            |
| 3  | Bekir Sarıkaya     | C     | 27 giugno 1990   | Turchia              |
| 4  | Aslan Ekşi         | P     | 14 maggio 1989   | Turchia              |
| 5  | Faik Yaz           | S     | 9 aprile 1984    | Turchia              |
| 6  | Mete Güngör        | O     | 21 febbraio 1988 | Turchia              |
| 7  | Emin Yolver        | C     | 15 febbraio 1986 | Turchia              |
| 8  | Volkan Güç         | O     | 16 luglio 1980   | Turchia              |
| 10 | Mustafa Karahançer | S     | 1º gennaio 1993  | Turchia              |
| 11 | Serdar Semerci     | S     | 21 luglio 1980   | Turchia              |
| 12 | Fatih Ürün         | P     | 22 gennaio 1987  | Turchia              |
| 13 | Semih Çelik        | L     | 29 novembre 1988 | Turchia              |
| 14 | Yusuf İnekçi       | O     | 25 giugno 1991   | Turchia              |
| 15 | Milan Celić        | C     | 8 agosto 1987    | Serbia               |
| 16 | Sergio Gaitan      | S     | 9 gennaio 1984   | Colombia             |
| 17 | Cemal Şensoy       | C     | 15 dicembre 1984 | Turchia              |

## Statistiche

### Statistiche di squadra
| Competizione     | Punti | In casa | In casa | In casa | In trasferta | In trasferta | In trasferta | Totale | Totale | Totale |
| Competizione     | Punti | G       | V       | P       | G            | V            | P            | G      | V      | P      |
| ---------------- | ----- | ------- | ------- | ------- | ------------ | ------------ | ------------ | ------ | ------ | ------ |
| Voleybol 1. Ligi | 15,1  | 11      | 5       | 6       | 11           | 0            | 11           | 28     | 7      | 21     |
| Totale           | -     | 11      | 5       | 6       | 11           | 0            | 11           | 28     | 7      | 21     |

G = partite giocate; V = partite vinte; P = partite perse

### Statistiche dei giocatori
| Giocatore     | Voleybol 1. Ligi | Voleybol 1. Ligi | Voleybol 1. Ligi | Voleybol 1. Ligi | Voleybol 1. Ligi | Totale | Totale | Totale | Totale | Totale |
| Giocatore     | P                | PT               | AV               | MV               | BV               | P      | PT     | AV     | MV     | BV     |
| ------------- | ---------------- | ---------------- | ---------------- | ---------------- | ---------------- | ------ | ------ | ------ | ------ | ------ |
| M. Celić      | 25               | 198              | 136              | 57               | 5                | 25     | 198    | 136    | 57     | 5      |
| S. Çelik      | 28               | 1                | 1                | 0                | 0                | 28     | 1      | 1      | 0      | 0      |
| A. Ekşi       | 24               | 56               | 27               | 11               | 18               | 24     | 56     | 27     | 11     | 18     |
| S. Gaitan     | 22               | 188              | 167              | 16               | 5                | 22     | 188    | 167    | 16     | 5      |
| V. Güç        | 4                | 41               | 37               | 3                | 1                | 4      | 41     | 37     | 3      | 1      |
| M. Güngör     | 5                | 6                | 5                | 0                | 1                | 5      | 6      | 5      | 0      | 1      |
| C. Imhoff     | 14               | 184              | 161              | 17               | 6                | 14     | 184    | 161    | 17     | 6      |
| Y. İnekçi     | 23               | 161              | 141              | 4                | 16               | 23     | 161    | 141    | 4      | 16     |
| M. Karahançer | 3                | 0                | 0                | 0                | 0                | 3      | 0      | 0      | 0      | 0      |
| B. Sarıkaya   | 13               | 18               | 14               | 4                | 0                | 13     | 18     | 14     | 4      | 0      |
| S. Semerci    | 22               | 111              | 94               | 11               | 6                | 22     | 111    | 94     | 11     | 6      |
| C. Şensoy     | 12               | 6                | 3                | 3                | 0                | 12     | 6      | 3      | 3      | 0      |
| F. Ürün       | 19               | 17               | 3                | 10               | 4                | 19     | 17     | 3      | 10     | 4      |
| F. Yaz        | 20               | 251              | 206              | 24               | 21               | 20     | 251    | 206    | 24     | 21     |
| E. Yolver     | 28               | 170              | 94               | 65               | 11               | 28     | 170    | 94     | 65     | 11     |

P = presenze; PT = punti totali; AV = attacchi vincenti; MV = muri vincenti; BV = battute vincenti
NB: Non sono disponibili i dati relativi alla Supercoppa turca e di conseguenza i dati totali